# Einsamer Hirte/Nadjenka
Einsamer Hirte/Nadjenka è un singolo del musicista tedesco James Last e del flautista rumeno Gheorghe Zamfir, pubblicato nel 1977 come estratto dall'album Russland Erinnerungen di James Last.

## Descrizione
La title track Einsamer Hirte (lett. "Pastore solitario") è un brano strumentale composto da James Last ed eseguito da questi assieme al panflautista rumeno Gheorghe Zamfir. È stato pubblicato esclusivamente in formato vinilico 7" a 45 giri dalla Philips in numerose edizioni per i mercati australiano, britannico, cileno, giapponese, irlandese, italiano, neozelandese, svedese, sudafricano e tedesco. In queste edizioni il titolo della title track cambia a seconda della lingua ufficiale del paese nel quale viene distribuito: Eninsamer Hirte, in Giappone, Germania, Italia e Irlanda; The Lonely Shepherd, nei paesi anglofoni, Australia, Nuova Zelanda, Regno Unito e Sudafrica; Pastor solitario in Cile; Den Ensamma Herden, in Svezia.
Inizialmente, il brano avrebbe dovuto far parte dell'album Filmusik ohne Filme, che avrebbe dovuto contenere solo brani originali di James Last. L'album non fu mai pubblicato, così Einsamer Hirte venne inserito nel 1977 nell'album Russland Erinnerungen, sempre di Last. Gheorghe Zamfir lo pubblicò invece in un album solamente nel 1980, all'interno di The Lonely Shepard, uscito per il mercato canadese su etichetta Mercury. Il singolo raggiunse la ventiduesima posizione nelle classifiche musicali in Germania. Con questo brano, Gheorghe Zamfir, che aveva già pubblicato numerosi album, raggiunse il successo internazionale, accompagnando James Last nel suo tour del 1978.

## Tracce
1. Einsamer Hirte – 4:25 (musica: James Last)
2. Nadjenka – 4:20 (musica: James Last)

Durata totale: 8:45

## Crediti
- Gheorghe Zamfir - flauto di Pan
- James Last - direzione d'orchestra

## Altri usi
- Nel 1979 Einsamer Hirt venne usata come sigla della serie televisiva Golden Soak (Das Gold der Wüste).
- Nel 1982 il brano venne utilizzato nella colonna sonora del cortometraggio di Ishu Patel Paradise.
- Nel 2003 il brano godette di ulteriore popolarità quando Quentin Tarantino lo usò nella colonna sonora della sua pellicola Kill Bill: Volume 1, nella scena in cui "La Sposa" (Uma Thurman) visita Hattori Hanzō (Sonny Chiba) per farsi fabbricare una katana. Nel DVD del film, Gheorghe Zamfir è accreditato come produttore del brano.

## Cover (parziale)
Il brano gode ancora oggi di una certa popolarità e continua ad essere suonato da numerosi artisti.
- Nel 1999 una versione del brano del rapper Lamar intitolata Fly - The Lonely Shepherd ebbe un buon successo
- Buon successo ha ottenuto anche la versione del musicista Leo Rojas, che gli fece vincere il talent-show tedesco Das Supertalent nel dicembre del 2011.[2]